# The Floorwalker
The Floorwalker (bra Carlitos no Armazém) é um curta metragem estadunidense de 1916, do gênero comédia, escrito, dirigido, musicado e protagonizado por Charles Chaplin. 
É o seu primeiro filme na Mutual Film Corporation e apresenta a conhecida cena da correria na escada rolante.[carece de fontes?]

## Sinopse
Carlitos é um cliente que anda por uma grande loja e que usa algumas mercadorias, causando algumas confusões. Enquanto isso, o supervisor da loja, que havia roubado o dinheiro do caixa e se dispunha a fugir, encontra Carlitos, que é idêntico a ele, a ponto de o supervisor acreditar estar se olhando no espelho. O supervisor lhe oferece trocar de papéis, e Carlitos aceita. Então aparece o gerente - que era cúmplice do supervisor - e que confunde Carlitos com o empregado. Acontecem então os conhecidos alvoroços, com a intervenção dos detetives.

## Elenco
- Charles Chaplin .... cliente / supervisor
- Eric Campbell .... gerente da loja
- Edna Purviance .... secretária do gerente
- Lloyd Bacon .... assistente do gerente
- Albert Austin .... funcionário da loja
- Charlotte Mineau .... detetive da loja
- Frank J. Coleman .... porteiro (não creditado)
- James T. Kelley .... ascensorista (não creditado)
- John Rand .... policial (não creditado)
- Wesley Ruggles .... policial (não creditado)
- Leo White .... cliente elegante (não creditado)